# Ford Model F
Ford Model F – samochód osobowy produkowany pod amerykańską marką Ford w latach 1905–1906.

## Galeria

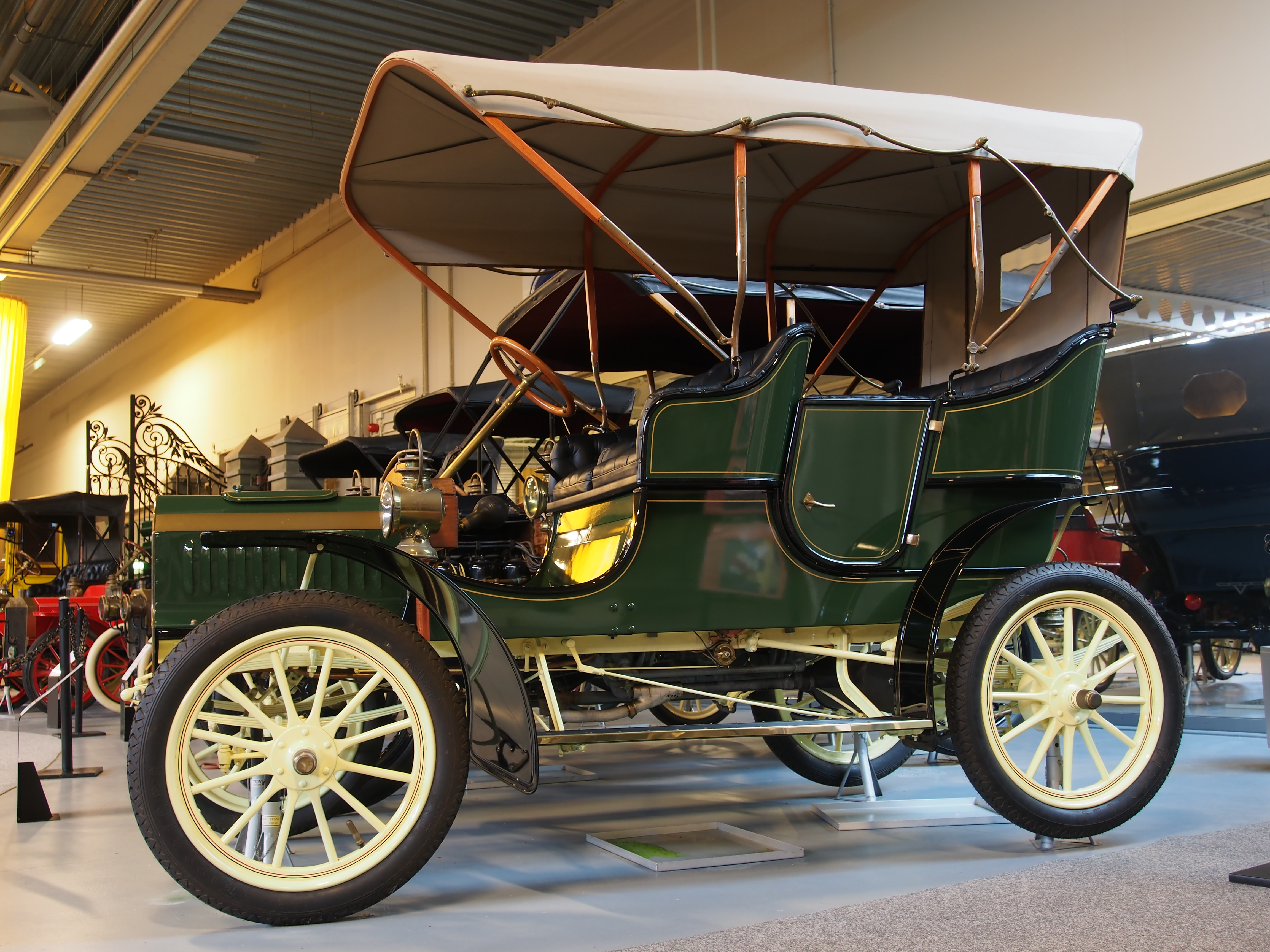
Ford Model F
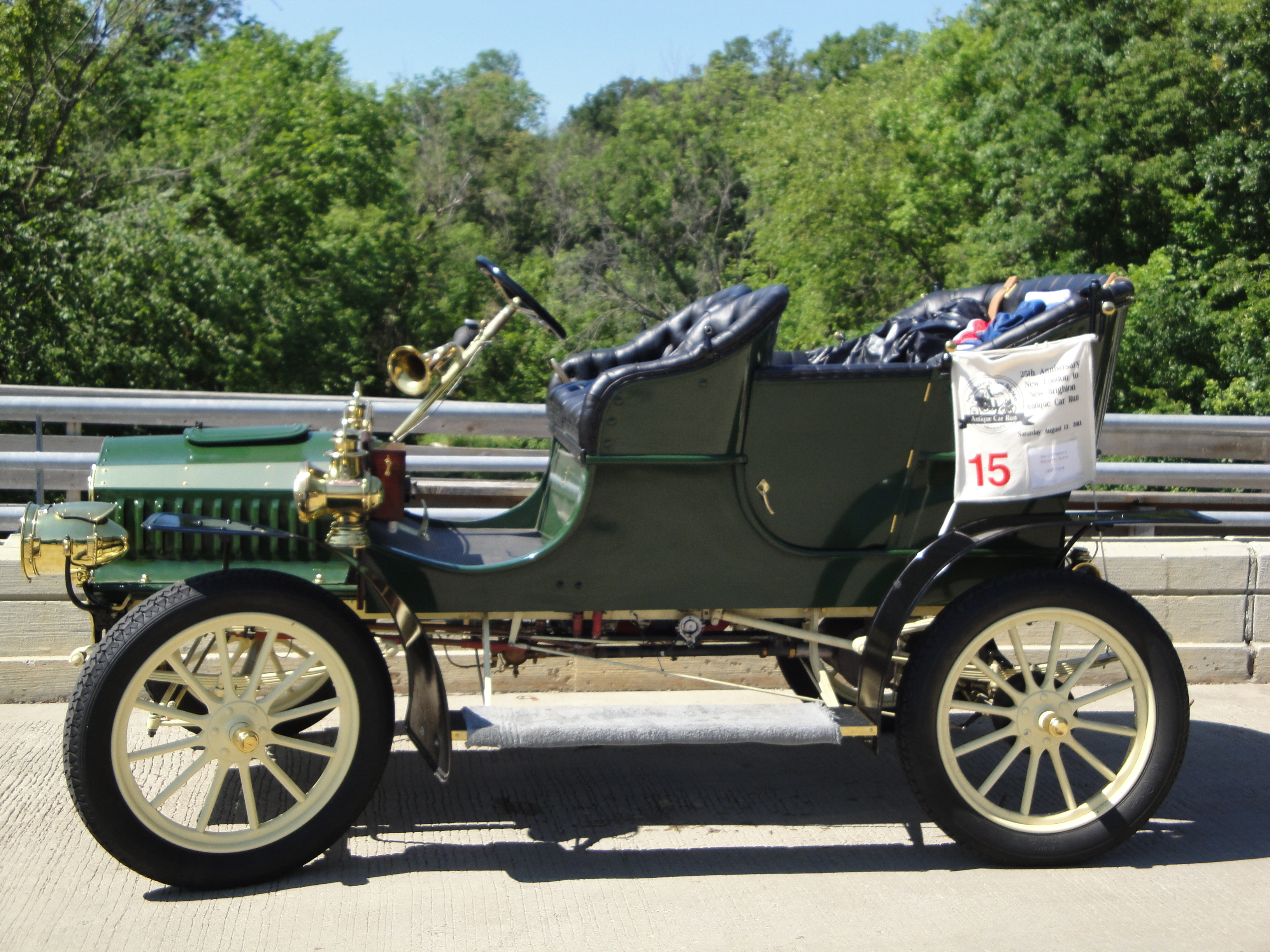
Ford Model F